# Баатарын Очирбат
Баатарын Очирбат (монг. Баатарын Очирбат; род. 1972 г.) — кандидат технических наук, профессор, ректор Монгольского университета науки и технологий (MUST). Почётный профессор МЭИ (2018).

## Биография
Б. Очирбат родился в 1972 году. C 1990 по 1994 год учился на факультете математики Монгольского государственного университета, бакалавр математики. Продолжил образование в магистратуре университета (1994—1996). С 1996 года — магистр естественных наук. В 1999 году поступил в аспирантуру Научно-исследовательского центра системных наук Монгольского университета науки и технологии. Защитил диссертацию на соискание степени кандидата технических наук по специальности «Компьютерные технологии».
Одновременно, учась в аспирантуре, с 2000 по 2001 год учился на факультете информатики Бергенского университета, Норвегия. Затем учился в докторантуре по системным исследованиям Научно-исследовательского центра системных исследований Монгольского университета науки и техники. В 2009 году проходил обучение в Венском техническом университете, Австрия, занимаясь анализом и моделированием в области системной динамики.
Место работы: после окончания университета работал инструктором по анализу в отделе математического анализа Национального университета Монголии (1994—1997); преподаватель математики на кафедре математики Монгольского технического университета (1997—2000); старший научный сотрудник Научно-исследовательского центра системных наук Монгольского университета науки и техники (МГУНТ, 2000—2003); профессор математики в математической школе Монгольского университета науки и техники, заведующая кафедрой (2003—2006); профессор школы компьютерных наук и управления MUST (2006—2011); директор школы, Вице-президент Монгольского университета по исследованиям и технологиям науки и техники Монгольского университета (2011—2013), ректор Монгольского университета науки и техники (Шинжлэх Ухаан Технологийн Их Сургууль) (с 2013 г.). Несколько лет преподавал в образовательном центре МЭИ при Улан-Баторском университете, входит в состав редакционной коллегии Научного вестника Новосибирского государственного технического университета и научного журнала «Вестник Бурятского государственного университета. Математика, информатика».
Очирбат Баатар является членом 6 научных и высших учебных заведений и советов.
Область научных интересов: динамическое моделирование, математическое моделирование, прикладная математика и др. Является также автором 45 научных работ в области прикладной математики и системной динамики и 12 монографий.

## Награды и звания
«Почетный профессор МЭИ» (2018).

## Труды
- Батзул Тумур, Ганхуяг Данзан, Очирбат Баатар, Хишектуева, Ишин-Хорло Дамбадоржиевна «Обобщение теоремы Флоке-Ляпунова». Вестник Бурятского государственного университета/ ред. совет : С. В. Калмыков (пред.) [и др.]. — Улан-Удэ: Изд-во Бурятского госуниверситета, 2014. Вып. 9(2) / 2014: Математика, информатика. С. 73-75.
- Дармаев Т. Г., Хандаров Ф. В., Хабитуев Б. В., Цыбиков А. С., Занданова Г. И., Badamjav I., Баатар О. «Web-oriented information system of functional diagnostics». Traditional Medicine: Ways of Integration with Modern Health Care: Proceedings of the VI International Scientific Conference, August 15-17, 2013, Ulan-Ude (Russia). Ulan-Ude, 2013. P.111-112.